# Amath Ndiaye
 (février 2023).
Il peut être nécessaire de l'améliorer pour respecter le principe de neutralité de point de vue. Veuillez consulter la page de discussion pour plus de détails.

Ne doit pas être confondu avec Amath Ndiaye Diedhiou.
Amath Ndiaye, né le 20 septembre 1984 à Dakar, est un réalisateur sénégalais. Fondateur de Obelus Film & Animation Studio, il est aussi formateur en cinéma et en art graphique et numérique.

## Biographie
Amath Ndiaye commence sa carrière avec l'infographie 3D et l'animation dans les années 2000, et monte une structure de production dénommée Obelus Film & Animation Studio en 2008.
Il est l'auteur de plusieurs courts métrages dont le premier film d'animation en 3D au Sénégal réalisé en wolof par une équipe de jeune sénégalais.
Il est l'initiateur du concept wolof "Cinéma wu euleuk" qui signifie "Cinéma de demain" pour la production de films en quantité et de qualité, capables de rivaliser avec les productions des plus grands studios du monde.

## Filmographie

### Comme Réalisateur
- 2012 : Geuti Goudi (Fiction)
- 2017 : Maty (Fiction) : prix du Public au Concours Cortos Rek[7],[8]
- 2019 : Ganja (Animation 3D) : meilleur court métrage sénégalais[9], sélection officielle au FESPACO 2021[10]
- 2020 : Xale Laa (Animation 3D)
- 2021 : Noma (Animation) - Sélection officielle Vue d'Afrique 2023 à Montréal
- 2025 : Baba, un film d’animation 3D (en wolof)[11]

### Comme Producteur
- 2018 : Wuutu (Fiction)
- 2018 : Xaax (Fiction)
- 2020 : Énième Victime (Storytelling)

## Distinctions
- 2017 : prix du Public pour le film « Maty »
- 2019 : prix du Meilleur court métrage pour le film Ganja